# Babí Lom
Babí Lom är ett berg i Tjeckien.   Det ligger i regionen Södra Mähren, i den östra delen av landet, 180 km sydost om huvudstaden Prag. Toppen på Babí Lom är 547 meter över havet, eller 174 meter över den omgivande terrängen. Bredden vid basen är 3,6 km.
Terrängen runt Babí Lom är kuperad åt nordost, men åt sydväst är den platt. Runt Babí Lom är det mycket tätbefolkat, med 1 411 invånare per kvadratkilometer. Närmaste större samhälle är Brno, 13,3 km söder om Babí Lom. I omgivningarna runt Babí Lom växer i huvudsak blandskog.